# Жарки (Юрьевецкий район)
Жарки — село в Юрьевецком районе Ивановской области (Россия). Входит в муниципальное образование Михайловское сельское поселение (до 2015 года входило в Костяевское сельское поселение).

## Общая информация

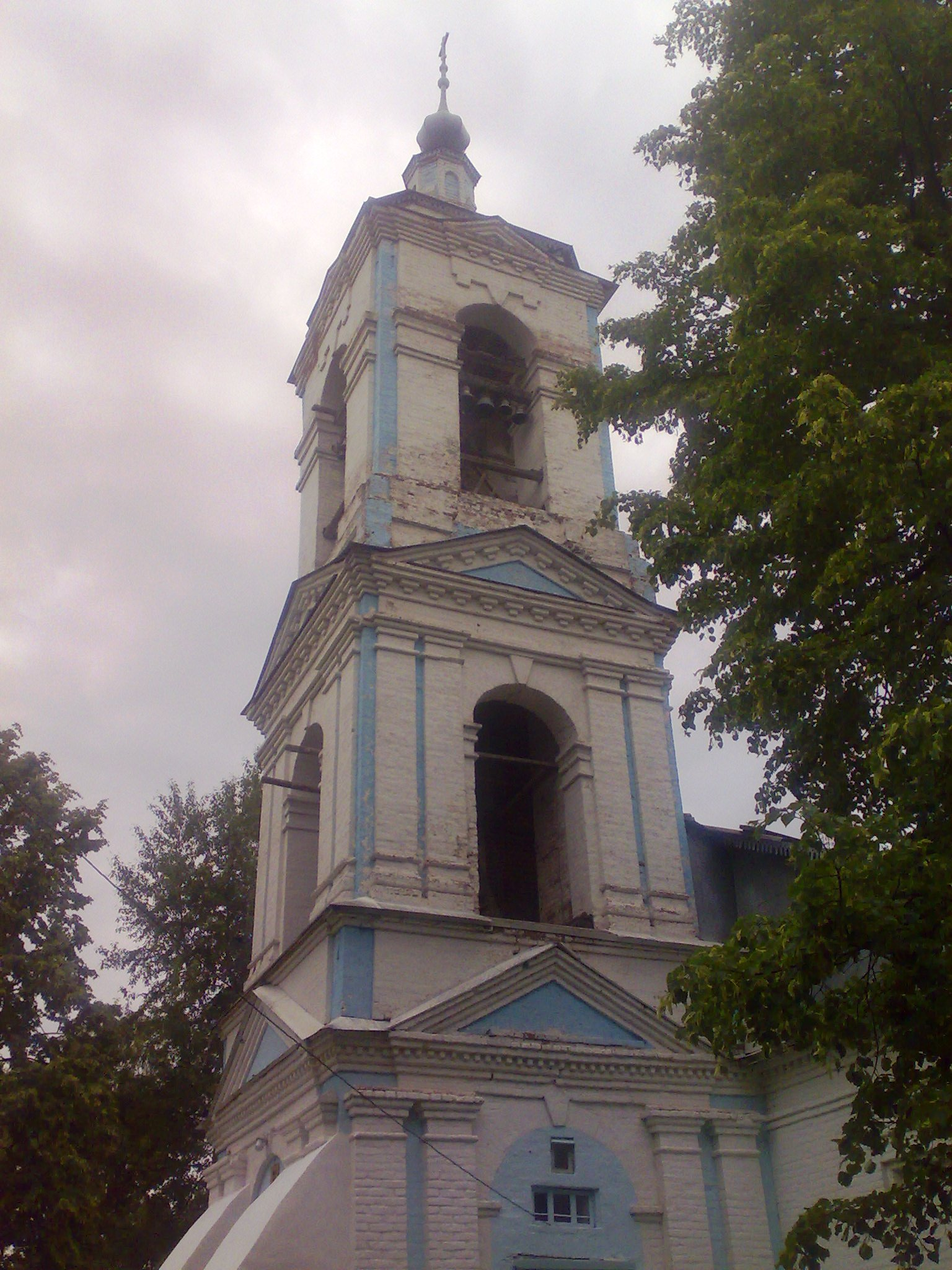
Храм Рождества Пресвятой Богородицы в селе Жарки

Расположено на берегу реки Ёлнать. В центре села находится храм Рождества Пресвятой Богородицы (1832) и сельское кладбище. Население занято земледелием и животноводством. В деревне нет пьянства благодаря стараниям настоятеля храма Рождества Пресвятой Богородицы протоиерея Виктора Салтыкова.
В 1983—1985 годах в храме Рождества Богородицы служил Амвросий (Юрасов). Здесь зародилось братство «Радонеж»: духовные чада отца Амвросия из Москвы проводили в Жарках немало времени и получили благословение на создание в Москве радиостанции и православной гимназии.

## Население
| 1872 | 1897 | 1907 | 2002 | 2010 |
| ---- | ---- | ---- | ---- | ---- |
| 110  | ↗128 | ↗130 | ↘19  | ↗47  |

## Происшествия
30 декабря 1993 года в Жарках был убит священник — иеромонах Нестор (Савчук). В день убийства священнослужитель приехал из Москвы с деньгами, которые были пожертвованы на ремонт сельской церкви. Ночью местным жителем Таламоновым священник был ограблен и убит. Преступника удалось задержать. Приговор суда, вынесенный убийце и грабителю, — 4 года колонии общего режима. Преступник был осуждён и приговорён только по ст. 104 Уголовного кодекса РСФСР «Умышленное убийство, совершенное в состоянии сильного душевного волнения».

## В культуре
О селе Жарки при участии протоиерея Виктора Салтыкова был снят фильм «Русский заповедник» (режиссёр Валерий Тимощенко). Фильм получил несколько Гран-При на международных кинофестивалях.